# Astragalus susianus
Astragalus susianus är en ärtväxtart som beskrevs av Pierre Edmond Boissier. Astragalus susianus ingår i släktet vedlar, och familjen ärtväxter.

## Underarter
Arten delas in i följande underarter:
- A. s. sericeus
- A. s. susianus